# Saint-Jean-d'Alcapiès
Saint-Jean-d'Alcapiès è un comune francese di 266 abitanti situato nel dipartimento dell'Aveyron nella regione dell'Occitania.

## Società

### Evoluzione demografica
Abitanti censiti